# Неч (река)
Неч, Нечь — река в России, протекает по Чердынскому району Пермского края. Устье реки находится в 154 км по правому берегу реки Колва. Длина реки составляет 23 км.
Исток реки в 18 км к юго-западу от деревни Верхняя Колва. Река течёт на юг по холмистой ненаселённой местности Полюдова кряжа. Притоки — Андреевка, Мосиха (левые); Западный, Берёзовка, Кокориха (правые). Впадает в Колву ниже нежилой деревни Раскат.

## Данные водного реестра
По данным государственного водного реестра России относится к Камскому бассейновому округу, водохозяйственный участок реки — Кама от водомерного поста у села Бондюг до города Березники, речной подбассейн реки — бассейны притоков Камы до впадения Белой. Речной бассейн реки — Кама.
Код объекта в государственном водном реестре — 10010100212111100006253.